# Pamela Anderson in: Stacked
Stacked ist eine US-amerikanische Sitcom mit Pamela Anderson in der Hauptrolle. In den Vereinigten Staaten lief sie erstmals 2005 auf dem US-Sender Fox, während sie im Deutschsprachigen Raum auf Comedy Central und RTL Nitro in Deutschland, auf ORF 1 in Österreich und später auch auf SF zwei in der Schweiz zu sehen war.
Aufgrund von sinkenden Einschaltquoten nahm der Sender Fox die Serie im Januar 2006 vom Programmplan und setzte die Serie im Mai 2006 offiziell ab. Die letzten fünf Folgen ließ der Sender unausgestrahlt. 20th Century Fox veröffentlichte am 12. Dezember 2006 eine DVD-Box mit allen 19 produzierten Folgen.

## Handlung
Skyler Dayton ist von ihrem Leben enttäuscht, das sie vorwiegend auf Partys verbringt, und betritt auf der Suche nach einem neuen Lebensinhalt die Buchhandlung von Gavin Miller. Als dessen Bruder Stuart ihr die freie Stelle in der Buchhandlung anbietet, nimmt sie freudig an. Die Sitcom beruht auf der Idee, eine als dumm eingeschätzte Person in einer intellektuellen Umgebung zu zeigen, um damit komische Effekte zu erzielen.
Weitere Hauptpersonen sind die zweite Angestellte, die übergewichtige Katrina und der Stammkunde Professor Harold March, der das Klischee eines zerstreuten Wissenschaftlers repräsentiert.

## Synchronisation
| Charakter       | Darsteller            | Synchronsprecher          |
| --------------- | --------------------- | ------------------------- |
| Skyler Dayton   | Pamela Anderson       | Marion von Stengel        |
| Stuart Miller   | Brian Scolaro         | Sebastian Christoph Jacob |
| Harold March    | Christopher Lloyd     | Lutz Werner Mackensy      |
| Gavin P. Miller | Elon Gold             | Marius Götze-Claren       |
| Katrina         | Marissa Jaret Winokur | Natascha Petz             |